# Bedřich Havlíček

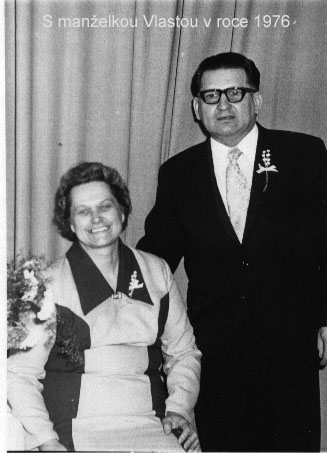
Manželé Havlíčkovi

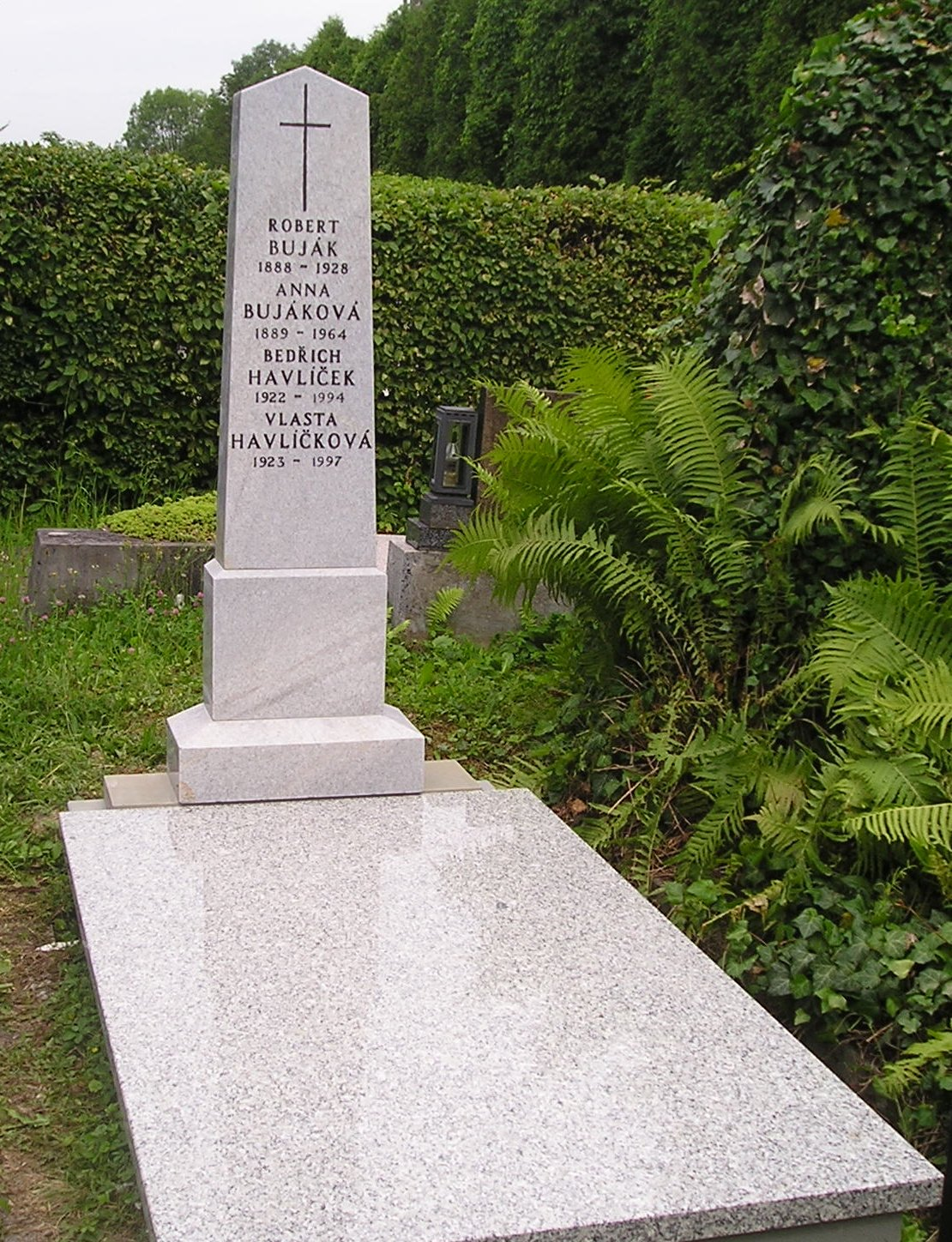
Hrob Bedřicha Havlíčka na Česko-Těšínském hřbitově

Bedřich Havlíček (6. října 1922, Valašské Klobouky – 16. ledna 1994, Český Těšín) byl středoškolský pedagog, regionální historik, etnograf a vlastivědný pracovník.

## Život
Pocházel ze sklenářské rodiny, která zapustila ve střediskovém městečku jižního Valašska hluboké kořeny. Vystudoval gymnázium ve Vsetíně, na němž 1941 maturoval. Měl v úmyslu studovat na vysoké škole, ale okupační režim za protektorátu takovou možnost zcela vylučoval. Nastoupil proto na soukromou obchodní školu ve Veverské Bítýšce; zde setrval krátce, neboť jej postihlo totální nasazení. Pracoval v pražském zeměměřičském ústavu (1942–1944). Teprve po válce se zapsal na Filozofickou fakultu Masarykovy Univerzity, kde ukončil studia 1948 dosažením kvalifikace středoškolského profesora v aprobaci dějepis – zeměpis. Na vysoké škole rovněž absolvoval přednášky z muzejnictví a národopisu; kontakty s profesorem Václavíkem motivovaly jeho zájem o příslušné obory na celý život.
Již za středoškolských studií jej plně zaujala regionální historie a národopis Valašska, teprve po osvobození se mohl tomuto zájmu intenzivně věnovat. Do učitelských služeb nastoupil v Českém Těšíně na obchodní akademii, odkud měl z nabízených míst nejblíže do rodného Valašska. Byl inspirován lidovou kulturou, tradicemi a způsobem života moravsko-slovenského pomezí. Získal hodně autentických poznatků z vyprávění pamětníků, pečlivě je zaznamenával, a tak zachoval rozsáhlý sběrný materiál etnografický i historicko-dokumentační.
Tematicky se Bedřich Havlíček věnoval otázkám historického místopisu, vývoji valašského soukenictví, dějinám dělnického hnutí na Valašsko-Kloboucku, důsledkům hospodářské krize ve 30. letech, na sklářskou výrobu, pulčínským pověstem, dějinám hradu Brumov-Bylnice, místopisnému vývoji obce Haluzic, tradicím lidového vyšívání, protifašistickému boji a významnějším úsekům ze středověkých a novějších dějin Valašska. Tyto práce publikoval v Jubilejní čítance o VK (1956), ve Zprávách OM VK (1958 – 1959) a v knižní publikaci o dějinách Vlachovic (1988).
V pozdějších letech se zaměřil především na Těšínsko, kde byly předmětem jeho zájmu hospodářská výstavba okresu Karviná (1965), dělnické boje v OKR za průmyslové revoluce (1968), minulost a přítomnost Českého Těšína (1970), dějiny některých těšínských obcí, stavební památky a pamětihodnosti, lidová architektura a národopisné slavnosti v Dolní Lomné, jejichž zpravodaj Bedřich Havlíček od roku 1969 redigoval. V časopise Těšínsko uveřejnil kolem 70 zpráv o literatuře, nekrologů a jubilejních vzpomínek na významné osobnosti a kulturní výročí. Po dobu celoživotního působení na obchodní akademii v Českém Těšíně připravil na ekonomické povolání několik generací absolventů, stál u zrodu Těšínska (od r. 1957), byl jeho dlouholetým redaktorem; zakládal Muzejní zprávy OVM v ČT, významně se zasloužil o kulturní aktivitu na Těšínsku. Podílel se anonymně na zpracování monografie Český Těšín 1920–1970, neboť v období normalizace měl zákaz publikování.
Mladší syn Libor pokračoval ve zpracování otcovy pozůstalosti a vydal čtyřdílné Kapitoly k dějinám Valašskokloboucka.